# جون مارتن (لاعب كرة قاعدة)
جون مارتن (بالإنجليزية: John Martin)‏ هو لاعب كرة قاعدة أمريكي، ولد في 11 أبريل 1956 في وايندوت في الولايات المتحدة.

## وصلات خارجية
- جون مارتن على موقع دوري كرة القاعدة الرئيسي (الإنجليزية)
- جون مارتن على موقعبيزبول رفرنس.كوم (الدوري الرئيسي) (الإنجليزية)
- جون مارتن على موقعبيزبول رفرنس.كوم (الدوري الثانوي) (الإنجليزية)